# إيرل هيغينز
إيرل هيغينز (30 ديسمبر 1946 في الولايات المتحدة - ) (بالإنجليزية: Earle Higgins)‏ هو لاعب كرة سلة أمريكي في مركز هجوم صغير الجسم. لعب مع إنديانا بايسرز.

## وصلات خارجية
- إيرل هيغينز على موقع سبورتس رفرنس (الإنجليزية)
- إيرل هيغينز على موقع ريلجم (الإنجليزية)
- إيرل هيغينز على موقع بروبوليرز (الإنجليزية)